# ميخائيل جي. هارينجتون
ميخائيل جي. هارينجتون هو محامي وسياسي أمريكي، ولد في 2 سبتمبر 1936 في سالم في الولايات المتحدة. نشط حزبياً في الحزب الديمقراطي. وقد انتخب عضو مجلس نواب ماساتشوستس ‏ وانتخب عضو مجلس النواب الأمريكي ‏.